# Цетнери
Цетнери (іноді Четнери, Чертнери, пол. Cetnerowie, Czetnerowie, Czertnerowie)— польський шляхетський і графський рід. Походять з Польської Сілезії. Родовий герб — Пшерова.

Герб Пшерова (Прапорець)

## Представники

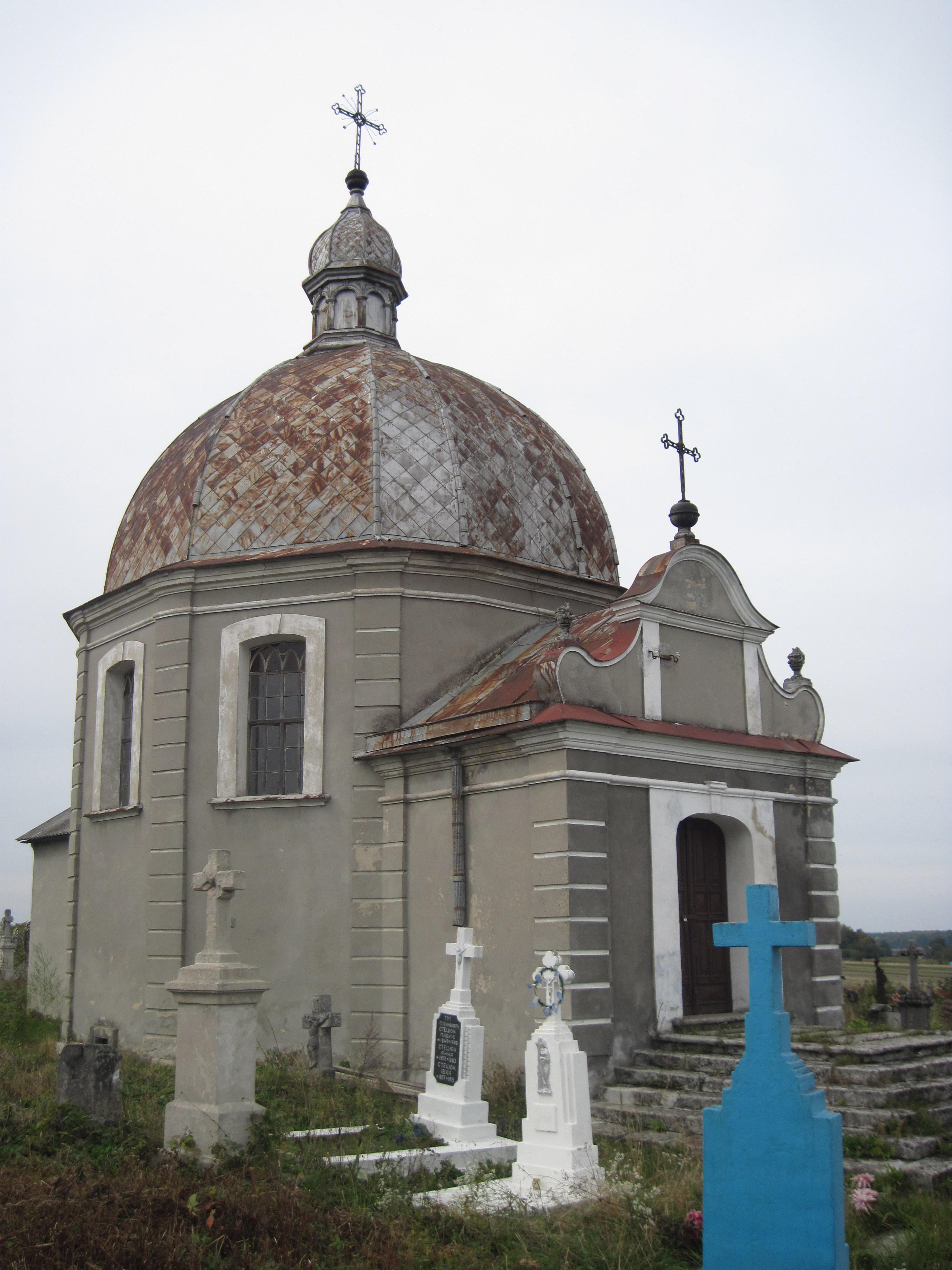
Каплиця-усипальниця Цетнерів, Підкамінь, осінь 2014

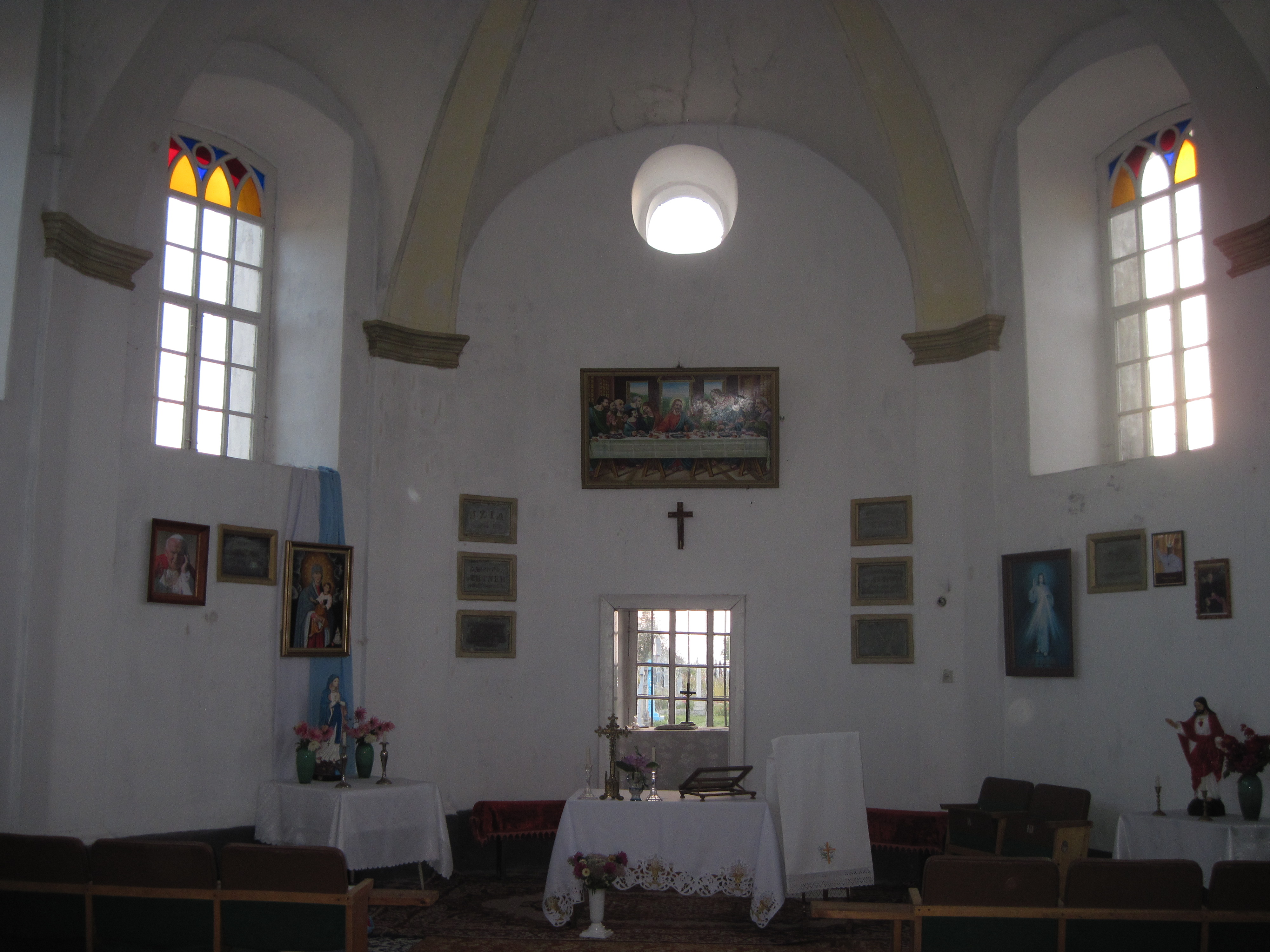
Інтер'єр каплиці-усипальниці Цетнерів, Підкамінь, осінь 2014

- Бальцер (Балтазар) — перший представник роду на службі Речі Посполитій
  - Ян
  - Миколай
  - Александер — галицький каштелян
    - Ян — полковник, львівський староста
      - Александер — староста теребовлянський, щуровицький; дружина — Гонсевська, внучка гетьмана гопольного литовського Вінцента Корвін-Госевського
        - Теофіля — дружина белзького старости Юзефа Потоцького
        - Станіслав
          - Цетнер Домінік з Чертвиць — стоцький староста, дідич Гусятина, Свіржа, Княгиничів

        - Кароль
        - Ян.

      - Францішек — смоленський воєвода, дружини: Анна з Ходоровських, підкоморянка львівська, воєводичка любельська Анна з Тарлів
        - Францішка — дружина подільського воєводи Міхала Жевуського
        - Ян — староста жидачівський, кам'янський (пол. kamionacki), генерал королівської армії, кухмістр великий коронний; у 1727, 1730 роках отримав консенс короля на передачу староств Кам'янського, Вербельського від батька.[1]

      - Юзеф на Підкамені та Краківці — каштелян волинський з 13 листопада 1714 р., молодший брат Францішека; 1710 суддя скарбовий, 1712-3 посол сяноцький на сейм, 1713 р. депутат Коронного трибуналу, помер 1724 р., певне, не мав дорослих дітей
        - Антоній на Підкамені, Краківці, Пневі, Делятині — коритніцький староста, дідич Паликорів, Паньківців[2]
          - Іґнацій — воєвода белзький

      - Зофія — перша дружина Яна Потоцького
      - Дорота(ея) — перша дружина Станіслава Матеуша Жевуського[3]

  - Анджей — львівський підчаший

- Ян — староста лопатинський[4]
- Іґнацій — староста мстиславський, зять смоленського воєводи Францішека Ксаверія Сапеги[5]
- граф Іґнацій Евґеніуш — чоловік княжни Ельжбети Любомирської[6]
  - Елеонора Мнішек (1796—1868), була похована на Стрийському кладовищі
- Миколай — староста барецький, дружина — Тереза з Фірлеїв, донька Яна — сяноцького каштеляна[7]
- Миколай; дружина — Маріанна Кашевська гербу Яніна[8]

- Станіслав[pl] — крем'янецький підкоморій[9], зять Станіслава Вижицького[10]
- Францішка — друга дружина Міхала Юзефа Жевуського — уфундувала костел у Берездівцях,[11] у Роздолі — кляштор Сестер Милосердя разом зі шпиталем,
- Анна — дружина маршалка литовської конфедерації 1788—1792 років князя Казимира Нестора Сапеги (1757—1798, шлюб 1781 р., розведені 1784 р., (†1814)[12]
- Анна — дружина графа, старости Каєтана Потоцького (син Евстахія Потоцького; помер 1814 р.)[13]
- Теофіля Тереса — донька Яна, дружина белзького старости Юзефа Потоцького (помер 1723[13])
- Ядвіга — перша дружина скальського старости Героніма Лянцкоронського (помер 1697 р.)[14]
- Елеонора з Цетнерів — дружина Кароля Філіпа Мнішека, мати художника Анджея[15]

## Власність
Представники роду володіли містами Свіржем, Підкаменем,  Крупцем ( який мав тоді статус міста), селами Дусанів, Стоки…